# Kim Hee-jung (attrice 1970)
Kim Hee-jung (김희정?; 4 dicembre 1970) è un'attrice sudcoreana.

## Filmografia

### Cinema
- Besame mucho (베사메무쵸?), regia di Jeon Yun-su (2001)
- Conduct Zero (품행제로?, Pumhaeng jeroLR), regia di Jo Geun-sik (2002)
- Mokponeun hangguda (목포는 항구다?), regia di Kim Ji-hoon (2004)
- Heuphyeol hyeongsa nado-yeol (흡혈형사 나도열?), regia di Lee Si-myung (2006)
- Horobicheureul wiha-yeo (호로비츠를 위하여?), regia di Kwon Hyung-jin (2006)
- Monopoly (모노폴리?), regia di Lee Hang-bae (2006)
- Jit (짓?), regia di Han Jong-hoon (2013)
- Helmeoni (헬머니?), regia di Shin Han-sol (2015)
- Yeonpyeong haejeon (연평해전?), regia di Kim Hak-soon (2015)
- Soepari (쇠파리?), regia di Ahn Cheol-ho (2017)
- Chaebi (채비?), regia di Cho Young-jun (2017)
- Gunsan: geo-wireul noraehada (군산: 거위를 노래하다?), regia di Zhang Lu (2018)
- Usang (우상?), regia di Lee Su-jin (2019)

### Televisione
- All In (올인?) – serie TV (2003)
- Seulpeun yeon-ga (슬픈 연가?) - serie TV (2005)
- Baengmanjangja-wa gyeolhonhagi (백만장자와 결혼하기?) – serie TV (2005-2006)
- Ge-im-ui yeo-wang (게임의 여왕?) – serie TV (2006-2007)
- Somunnam chilgongju (소문난 칠공주?) – serie TV (2006)
- Sogeum inhyeong (소금인형?) – serie TV (2007)
- Jjeon-ui jeonjaeng (쩐의 전쟁?) – serie TV (2007)
- Taehui Hyegyo Jihyeon-i (태희 혜교 지현이?) – serie TV (2009)
- Susanghan samhyeongje (수상한 삼형제?) – serie TV (2009-2010)
- Yongmang-ui bulkkot (욕망의 불꽃?) – serie TV (2010-2011)
- Musa Baek Dong-soo (무사 백동수?) – serie TV (2011-2012)
- Pomnage salgeo-ya (폼나게 살거야?) – serie TV (2011-2012)
- Yurigamyeon (유리가면?) – serie TV (2012-2013)
- Baengnyeon-ui yusan (백년의 유산?) – serie TV (2013)
- Guga-ui seo (구가의 서?) – serie TV (2013)
- Wanggane sikgudeul (왕가네 식구들?) – serie TV (2013-2014)
- Jugun-ui tae-yang (주군의 태양?) – serie TV (2013)
- Oh Ro-ra gongju (오로라 공주?) – serie TV (2013)
- Susanghan gajeongbu (수상한 가정부?) – serie TV (2013)
- Neohuideur-eun po-widwaetda (너희들은 포위됐다?) – serie TV (2014)
- Yoo-na-ui geori (유나의 거리?) – serie TV (2014)
- Jeonseor-ui manyeo (전설의 마녀?) – serie TV (2014-2015)
- Dareuge unda (다르게 운다?), regia di Lee Eung-bok – film TV (2014)
- Kill Me, Heal Me (킬미, 힐미?) – serie TV (2015)
- Uri yeopjib-e Exoga sanda (우리 옆집에 EXO가 산다?) – serie TV (2015)
- Sunjeonge banhada (순정에 반하다?) – serie TV (2015)
- Maendorong ttottot (맨도롱 또똣?) – serie TV (2015)
- Nae ttal, Geum Sa-wol (내 딸, 금사월?) – serie TV (2015-2016)
- Yungnyong-i nareusya (육룡이 나르샤?) – serie TV (2015-2016)
- Aljentareul chaj-aseo (알젠타를 찾아서?), regia di Kim Jung-hyun – film TV (2015)
- Manyeobogam (마녀보감?) – serie TV (2016)
- Bur-eora mipung-a (불어라 미풍아?) – serie TV (2016-2017)
- Mystery sin-ipsaeng (미스터리 신입생?), regia di Kim Yoo-jin – film TV (2016)
- Cho-ingajok 2017 (초인가족 2017?) – serie TV (2017)
- Dalkomhan wonsu (달콤한 원수?) – serie TV (2017)
- Hakgyo 2017 (학교 2017?) – serie TV (2017)
- Ipansapan (이판사판?) – serie TV (2017-2018)
- Bimilgwa geojitmal (비밀과 거짓말?) – serie TV (2018-2019)
- Sketch (스케치?) – serie TV (2018)
- Sigan (시간?) – serie TV (2018)
- Beauty Inside (뷰티 인사이드?) – serie TV (2018)
- Sin-gwa-ui yaksok (신과의 약속?) – serie TV (2018-2019)
- Chomyeon-e saranghamnida (초면에 사랑합니다?) – serie TV (2019)
- Saeng-il pyeonji (생일편지?), regia di Kim Jung-kyu – film TV (2019)
- Anae-ui chimdae (아내의 침대?), regia di Min Doo-sik – film TV (2019)
- Mystic Pop-up Bar (쌍갑포차?) – serie TV, episodio 1 (2020)
- Bimir-ui namja (비밀의 남자?) – serie TV (2020)
- Gyeongu-ui su (경우의 수?) – serie TV (2020)
- Gumihodyeon (구미호뎐?) – serie TV (2020)
- Start-Up (스타트업?) – serie TV (2020)
- Sweet Home (스위트홈?) – serie TV (2020)
- So Not Worth It (내일 지구가 망해버렸으면 좋겠어?, Nae-il jiguga manghaebeoryeoss-eumyeon jokess-eoLR) – sitcom, episodio 10 (2021)
- Kiss Sixth Sense (키스 식스 센스) – serie TV (2022)
- Again My Life (어게인 마이 라이프?) – serie TV (2022)
- Chiamalo amore (사랑이라 말해요?, Sarang-ira mlhae-yoLR) – serie TV (2023)
- Melo Movie (멜로무비?, MellomubiLR) – serie TV (2025)